# Mezzo Forte
Mezzo Forte (MEZZO -メゾ-) es una serie japonesa de dos OVAs hentai del año 2000 de la mano de Yasuomi Umetsu director de películas como Kite y series como el Operation 7 de Cool Devices. En España los OVAs han sido licenciados por Jonu Media y emitidos en el canal Buzz.
Posee también como secuela una serie de anime no hentai de 13 episodios emitida en 2004 con el nombre Mezzo DSA.

## Argumento
La DSA es una agencia que, como su nombre lo dice (Danger Agency Service; Agencia de Servicios Peligrosos), existe casi al margen de la ley aceptando cualquier trabajo que otros no desean o no se creen capaces de lograr, lo mismo si es un ataque, protección, investigación o roboprostitución.
Momoi Momokichi es un hombre de fortuna, dueño del equipo de béisbol llamado Peach Twisters, sin embargo su verdadera identidad es el jefe de uno de los carteles criminales más temidos de Japón, el cual maneja junto a su bella y sádica hija Momomi.
La historia comienza cuando la DSA es contratada por un misterioso anciano conocido como el Sr. Emoto para secuestrar a Momokichi. Kurokawa, Mikura y Harada, los integrantes de la DSA, logran el rapto, metiéndose en graves problemas ya que Momomi, no permitirá que se salgan con la suya. La DSA intenta resolver las cosas por las buenas, pero desgraciadamente no pueden liberar al rehén ya que ha muerto durante el secuestro.
Capaz de todo por recuperar a su padre, Momomi tomará las riendas de la organización y comenzará con una verdadera cacería humana.

## Lista de personajes
Momomi Momoi (桃井桃実): 17 años es hija de Momoi Momokichi, tan sádica como su padre. Segunda al mando de la organización, muy hábil con las armas, el combate cuerpo a cuerpo y una sangre fría a la par con ellas. Tras la desaparición de su padre se encarga de perseguir a la DSA y especialmente a Mikura, a quien llama Orange Girl, en referencia a su uniforme, sintiéndose especialmente motivada a atraparla y castigarla, ya que es la única persona que ha logrado lastimarla en una pelea. Al igual que Mikura ocasionalmente puede ver fugaces imágenes del futuro que la desconciertan y perturban.
Momokichi Momoi (桃井桃吉): Jefe yakuza y dueño de los Peachs Twisters. A vista de todo el mundo es un empresario ya entrado en años y fanático del deporte, pero en realidad es uno de los jefes criminales más temidos de la ciudad. Es secuestrado por la DSA como parte de un trabajo pedido por un anciano llamado Emoto, pero durante el secuestro son emboscados y en la pelea resultante muere al golpear su cabeza contra una tubería de metal.
Kenichi Kurokawa (黒川 健一): Exdetective de policía y escritor casual. Fue incriminado por cargos de corrupción por el resto el departamento para deshacerse de él, por lo que fundaría la DSA en compañía de un par de muchachos que antiguamente arrestara y obligara a tomar un camino más honesto. Por lo general dirige las misiones desde su automóvil Wolkswagen, pero a la hora de pelear es efectivo e incluso sanguinario si se lo propone.
Mikura Suzuki  (鈴木 海空来): 16 años contrabandista y la gatillera del grupo. Bajo su aspecto de adolescente sexy se esconde una fuerte peleadora y pistolera precisa y carente de dudas. Según cuenta, hace años vivía en la calle como ladrona (aunque en una ocasión insinuó a Emoto que también se prostituía) hasta que Kurokawa la arrestó y la sacó de la mala vida. Por lo general su trabajo es ser la encargada de protección y ejecuciones, donde aprovecha su habilidad para la violencia y el asesinato. Siente atracción por Kurokawa, con quien ha llegado a fantasear en ocasiones. Puede ver visiones del futuro, pero son fugaces y carecen de contexto, solo se comprende de ellas que algo peligroso está por llegar. 
Tomohisa Harada  (原田 智久): Contrabandista y experto en alta tecnología. Es el segundo ejecutor del grupo, aunque su labor se centra más bien en crear androides que vender como prostitutas y dobles. Es además el creador del sistema de seguridad del edificio de la agencia y los aditamentos que usan en las misiones. Se siente atraído por Mikura, pero ella no lo toma en serio.
Emoto: Un anciano exmercenario que contrata a la DSA para secuestrar a Momokichi ya que anteriormente trabajó para él, pero ahora es visto como un cabo suelto que debe ser eliminado, aunque ello solo es su versión ya que la DSA sospecha que guarda un oscuro secreto.